# Inspección general de servicios
Una inspección general de servicios es un órgano administrativo de España que, bajo la superior dirección del ministro correspondiente y la coordinación y dependencia directa del subsecretario, efectúa la tarea permanente de inspección de los servicios, el seguimiento de objetivos y el análisis de riesgos y debilidades de todas las unidades, órganos y organismos vinculados o dependientes de los departamentos ministeriales, atendiendo a los principios de legalidad, eficacia, eficiencia y calidad.
Además de las autoridades ya mencionadas, el Ministerio responsable en asuntos de función pública es el principal coordinador de las inspecciones generales de la Administración General del Estado, a través de la Dirección General de Gobernanza Pública de la Secretaría de Estado de Función Pública.

## Origen
Determinar el origen de este tipo de órganos es complicado, si bien han existido desde al menos el siglo xix, siendo prueba de ello la Inspección General del Ministerio de Hacienda, creada en 1881 y cuyos antecedentes se remontan a 1821. Durante el actual periodo democrático, estos órganos han sido regulados en profundidad, siendo homogeneizados por Real Decreto 799/2005, de 1 de julio.